# دختران هم‌رزم ۲
دختران هم‌رزم ۲ (انگلیسی: Girls at Arms 2؛ ‏دانمارکی: Piger i trøjen 2) یک فیلم کمدی دانمارکی به کارگردانی فین هنریکسن است که در سال ۱۹۷۶ منتشر شد. از بازیگران این فیلم می‌توان به کارل استگر و سورن استرونبرگ اشاره کرد.